# Canonici regolari della Congregazione del Salvatore
I Canonici regolari della Congregazione del Salvatore sono un'antica congregazione di monasteri di canonici regolari con la regola di sant'Agostino. Ebbe origine dalla riforma introdotta a partire dal 1624 da san Pietro Fourier in alcune abbazie lorenesi: scomparve con la rivoluzione francese. 

## Storia

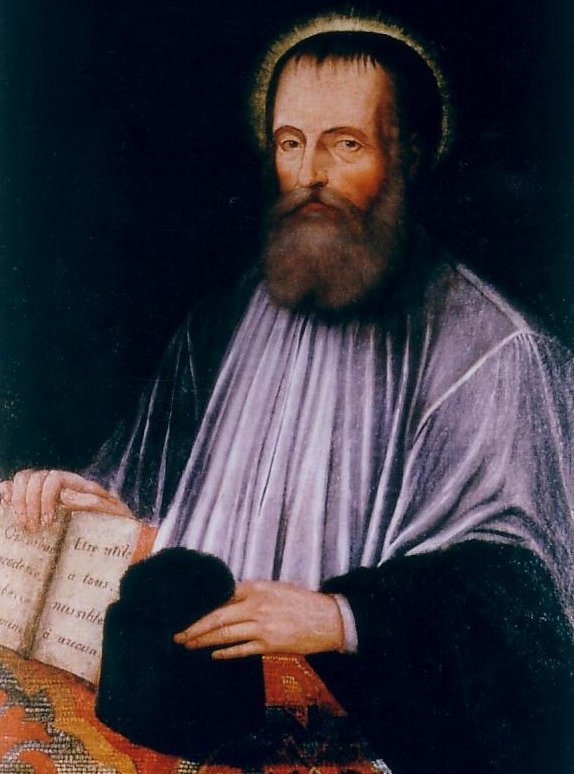
Pietro Fourier, fondatore della congregazione

Nelle diocesi lorenesi di Metz, Toul e Verdun esistevano numerose abbazie indipendenti di canonici regolari, molte delle quali risalenti all'XI e al XII secolo: molte parrocchie della regione erano affidate alla cura dei canonici.
Nel clima di riforma della vita religiosa dopo il Concilio di Trento, Jean des Porcelets de Maillane, vescovo di Toul, promosse l'unione delle varie case autonome di canonici in una congregazione con statuti propri. Nel 1621 Porcelets ebbe in commenda l'abbazia di Saint-Pierremont e ottenne l'appoggio del figlio del duca di Lorena, abate commendatario di Lunéville e Belchamp. Per realizzare il suo progetto, si rivolse al canonico Pietro Fourier, canonico dell'abbazia di Chaumousey e curato di Mattaincourt.
Pietro Fourier preparò gli statuti della nascente congregazione e scelse come sede del noviziato l'abbazia di Lunéville. I primi aspiranti furono rivestiti dell'abito religioso il 2 febbraio 1623 e, dopo essere stati formati da Fourier stesso, i primi sette canonici pronunciarono i voti il 25 marzo 1624.
La congregazione fu eretta canonicamente con un breve del 1625 e con la bolla del 2 novembre 1628 fu intitolata al Salvatore e ottenne la facoltà di aggregarsi altre case.
Le prime abbazie ad aderire alla congregazione furono quelle Saint-Pierremont, Domèvre e San Nicola di Verdun, poi una di nuova fondazione a Viviers, quindi Belchamp e San Leone di Toul. Per la formazione dei religiosi professi, nel 1627 Furier aprì a Pont-à-Mousson una casa di studi, il seminario di San Nicola, accanto all'università.
I canonici di tutte le abbazie erano soggetti alla regola di sant'Agostino e alle stesse costituzioni. Le case della congregazione erano sotto l'autorità di un superiore generale eletto a vita, assistito dal capitolo generale; ogni comunità era retta da un priore affiancato da due consiglieri, tutti nominati dal generale (nel 1685 la dignità di priore fu limitata a un sessennio).
Nel 1748 il titolo di abate di Domèvre fu connesso al generalato: l'abbazia di Domèvre divenne, quindi, casa generalizia della congregazione.
Il ministero tipico dei canonici della congregazione fu la cura d'anime nelle parrocchie unite alle abbazie. Fourier avrebbe voluto che i suoi religiosi si dedicassero all'insegnamento nelle scuole gratuite, ma la Santa Sede ritenne incompatibile questo ministero con la dignità canonicale; furono invece creati dei collegi e, dopo la soppressione della Compagnia di Gesù, i canonici presero il loro posto alla direzione di alcuni seminari e scuole.
L'abito dei canonici era costituito da veste talare nera e banderuola bianca (la simarre), fissata al collo con una semplice treccia e che scendeva dal petto sul fianco sinistro, come una sciarpa.
Nel corso del Settecento lo spirito religioso si affievolì e ai canonici furono spesso mosse accuse di giansenismo e mondanità. Con la rivoluzione francese la maggioranza dei canonici accettò di prestare il giuramento alla costituzione e dopo il 1791, quando vennero soppressi tutti gli ordini religiosi, continuarono a lavorare nelle parrocchie.
Un tentativo infruttuoso di restaurare la congregazione si ebbe a Verdun nel 1851. Nel 1854, con il permesso di papa Pio IX, Jean-Baptiste Vautrot riunì presso l'ex abbazia premostratense di Benoite-Vaux una società diocesana di sacerdoti di vita comune, i chierici del Santissimo Salvatore, che emettevano voti semplici secondo la regola di sant'Agostino e le costituzioni di Pietro Fourier: la società fu sempre poco numerosa e si estinse nel 1919.
Pietro Fourier fu beatificato nel 1730 e canonizzato nel 1897: la sua statua è tra quelle dei santi fondatori nella basilica di San Pietro in Vaticano.